# Obelisco (tipografia)
Obelisco, adaga, cruz ou óbelo († ou ‡, simples ou duplo, respectivamente) é uma marca de referência usada principalmente em notas de rodapé. Na tipografia europeia, também é um sinal utilizado para marcar o ano da morte ou o nome de pessoas falecidas, e na lexicografia para marcar formas obsoletas. Na edição de textos clássicos, os obeliscos são usados para marcar passagens tidas como duvidosas. Já em devocionários e missais são usados para marcar quando se deve fazer o Sinal da Cruz. O obelisco duplo também pode ser chamado de diesis.